# Debrah Farentino
Debrah Farentino est une actrice américaine née le 30 septembre 1959 à Lucas Valley (Californie).

## Biographie
Elle est née Deborah Mullowney à San Rafael en Californie. Elle a été scolarisée au Miller Creek Junior High School et au Terra Linda High School à San Rafael, en Californie. Elle a par la suite étudié à l'Université de Californie.
Elle débute au cinéma comme actrice en 1982. Elle a été choisie parmi les 50 personnes les plus belles dans le monde par le magazine The People Magazine en 1995.

## Filmographie sélective
Sauf indication contraire, les informations mentionnées dans cette section peuvent être confirmées par la base de données cinématographiques IMDb,  présente dans la section « Liens externes ».

### Cinéma
- 1991 : Bugsy de Barry Levinson : la fille dans l’ascenseur
- 1993 : Le Fils de la Panthère rose (Son of the Pink Panther) de Blake Edwards : Princesse Yasmin
- 1993 : Malice de Harold Becker : Tanya

### Télévision

#### Séries télévisées
- 1982-1987 : Capitol : Sloane Denning Clegg Mamoud (1254 épisodes)
- 1984 : Hooker : Nicole Gardner (saison 4, épisode 7)
- 1987-1988 : Flic à tout faire (en) (Hooperman) : Susan Smith (23 épisodes)
- 1994-1995 : Earth 2 : Davon Adair (21 épisodes)
- 1994 : New York Police Blues (NYPD Blue) : Robin Wirkus (6 épisodes)
- 1996 : Au-delà du réel : L'aventure continue (The Outer Limits) : Dr Rachel Carter (saison 2, épisode 5)
- 1997 : Total Security : Jody Kiplinger (12 épisodes)
- 1998 : Trois hommes sur le green (The Secret Lives of Men) : Jane
- 1999 : La Tempête du siècle (Storm of the Century) : Molly Anderson (mini-série)
- 1999-2000 : La Famille Green (Get Real) : Mary Green (22 épisodes)
- 2004 : Division d'élite (The Division) : Dr. Annabel Curran Meade (saison 4, épisode 16 et 17)
- 2005-2006 : Wildfire : Isabelle Matia-Paris (5 épisodes)
- 2006-2012 : Eureka : Beverly Barlowe (25 épisodes)
- 2008-2009 : Eli Stone : Ellen Wethersby (4 épisodes)
- 2010 : Saving Grace : ? (saison 3, épisode 16)
- 2011 : Hawaii 5-0 (Hawaii Five-0) : Elizabeth Roan (saison 1, épisode 18)
- 2011 : The Closer : L.A. enquêtes prioritaires : Beth Michaels (saison 7, épisode 9)
- 2014 : Esprits criminels (Criminal Minds) : Rosemary Jackson (saison 9, épisode 14)
- 2017 : Trouble Creek : Martha Morris (saison 1, épisode 3)

#### Téléfilms
- 1989 : The Revenge of Al Capone (en) de Michael Pressman : Jennie
- 1991 : The Whereabouts of Jenny (en) de Gene Reynolds : Liz